# HIT-SAT
HIT-SAT (Hitsat-OSCAR 59 (HO-59)) fue un satélite amateur privado japonés lanzado desde el Centro Espacial Uchinoura, Prefectura de Kagoshima, el 23 de septiembre de 2006. Como una sub-carga útil (satélite superpuesto) del satélite de observación solar "Hinode" (SOLAR-B), se lanzó con éxito en órbita alrededor de la Tierra. Se confirmó que las partes instaladas en este satélite usan partes civiles, no partes espaciales, y pueden usarse en órbita en el entorno espacial.
Volvió a entrar en la atmósfera sobre India alrededor de las 6 de la tarde del 18 de junio de 2008. Se cree que se quemó durante el reingreso.

## Historial de funcionamiento
El 23 de septiembre, el HIT-SAT del equipo de desarrollo de Hokkaido CubeSat, que se lanzó con éxito junto con el satélite de observación solar "Hinode", no pudo reanudar la baliza CW que se detuvo temporalmente para controlar la actitud después del lanzamiento. Sin embargo, el 27 de septiembre, la baliza CW se reanudó mediante un comando de reinicio desde la estación terrestre, y desde entonces ha estado orbitando constantemente el universo.
Uno de los líderes del equipo, el profesor asistente Ryuichi Mitsuhashi, Departamento de Diseño de Información, Instituto Tecnológico de Hokkaido, dijo: "El sitio web oficial de HIT-SAT también tiene un enlace con el consentimiento de la persona misma, pero MIKE, un artista de radio aficionado alemán, cuando RUPPRECHT (DK3WN) ingresa los caracteres recibidos por CW, el software que analiza y muestra la información (temperatura, etc.) del HIT-SAT se libera al público. Hemos estado introduciendo software para decodificar datos y parámetros, hasta ahora, no hemos imaginado que los operadores de radio aficionados de todo el mundo estén interesados en HIT-SAT. Para ser honesto, estoy sorprendido por la respuesta de todos ustedes. Estoy sorprendido por la curiosidad intelectual de los operadores de radioaficionados y me permite usar la banda de radioaficionados. Estoy agradecido a los operadores de radio aficionados de todo el mundo".
HIT-SAT pasa por una verificación de función y una fase de control inicial, y luego entra en una fase de operación y control a gran escala. Hacia la fase de operación a gran escala, el Dr. Mitsuhashi dijo a muchos operadores de radio aficionados: “Afortunadamente, HIT-SAT tiene una órbita baja (277.10km x 663.57km, ángulo de inclinación de la órbita 98.3 grados) se puede recibir incluso con antenas GP comunes, y Aomori ha recibido informes de que también puede recibir antenas móviles conectadas a los automóviles. Hit-SAT no es solo para entusiastas aficionados de la comunicación satelital, una amplia gama de operadores de radioaficionados también puede recibir CW y FM, simplemente configure la frecuencia y el modo de CW y FM, y admita el cambio Doppler para que sea aproximadamente +10kHz cerca de AOS y -10kHz cerca de LOS, simplemente la frecuencia ajustada. también por todos los medios el futuro, a la gente de muchos radioaficionados, que llamamos creo, le gustaría desafiar a la recepción de HIT-SAT".

## Descripción del satélite
- Organización de desarrollo y operación: equipo de desarrollo de Hokkaido cubesat (un grupo de personal universitario e ingenieros generales interesados en el desarrollo de satélites en Hokkaido)
- Operación de control de seguimiento: Hokkaido CubeSat Development Amateur Radio Club (Asociación de Radioaficionados, Instituto de Tecnología de Hokkaido, JR8YJS)
- Forma: un lado de 12 cm del cubo (tipo Cubesat). Estructura satelital: Rollo 6.0x10-3 kg·m², Paso 6.x10-3 kg·m², Guiñada 6.1x10-3 kg·m²)
- Masa: 2,7 kg
- Organización de lanzamiento: Agencia de Exploración Aeroespacial de Japón (JAXA)
- Cohete: cohete MV n.º 7 (la última serie MV)
- Historial de lanzamiento: a las 15:36 (JST) del mismo día, la estación terrestre de la universidad recibió ondas de radio (código Morse) del satélite, y se confirmó que estaba en órbita satelital.
- Distintivo de llamada: aficionado como estaciones de satélite JR8YJT Ministerio del Interior y estaciones de comunicaciones de la licencia de estación de radio emitida (11 de agosto de 2006, comienzo de operación).
- Especificaciones de comunicación: la línea de enlace ascendente es una banda de 145MHz. Enlace descendente de telemetría CW 437.275MHz 100mW, el enlace descendente de paquetes FM es 437.425MHz. La transmisión del comando es por DTMF. La transmisión de datos de la misión es FM Packet (AFSK) 1.200 bps. Equipado con antena monopolar.[5]
- Especificaciones del sistema de energía: La cantidad de energía generada por los paneles de células solares (cristal único, 6 en el satélite y 7 en la superficie inclinada) promedia 1.91 W, máximo 3.36 W, mínimo 0.92 W en órbita. Las baterías instaladas son batería primaria (batería primaria de iones de litio, tipo fusible incorporado) 26.5Wh y batería secundaria (batería secundaria de polímero de iones de litio, batería de radio control) 6.7Wh. La carga lenta se utiliza como método de carga. H8/3048F como una CPU de control del sistema de potencia. Hay dos tipos de voltaje de alimentación: equipos digitales de 5 V y sensores de circuito analógico de 5,5 V (que utilizan un regulador de tres terminales, que caen a 5,0 V para reducir el ruido de la fuente de alimentación y aumentar la precisión).[3]
- Especificaciones del sistema de procesamiento de datos (DH): medios inteligentes (almacenamiento de los datos de cada sensor en el momento de la adquisición de actitud inicial y el historial del sensor de temperatura durante la operación estable, protección de la información de telemetría, transmisión a la estación terrestre por el sistema de comunicación y desde la estación terrestre recibir comandos y enviar comandos a cada subsistema). El H8/3048F es un sistema de control para fuentes de alimentación y sistemas de control de actitud.
- Especificaciones de los componentes del sistema de control de actitud: bobina para generar par magnético (par magnético), (momento magnético: 0,15 Am 2, constante de tiempo: 5 ms, 3 ejes de X, Y, Z, control de salida de 20 etapas por modulación de ancho de pulso (PWM)), sensor magnético (rango: ±2 gauss, resolución: 40 μ gauss, 3 ejes de X, Y, Z, Honeywell, HMC2003), sensor solar (ángulo de visión: dirección ortogonal del eje de giro: ±45 grados, alrededor del eje de giro: 12 Grado, Hamamatsu Photonics PSD/S3932), Gyro (Rango: ± 200deg/s, factor de escala: 10mV/(deg/s), ruido estático: 1mV, Silicon Sensing Systems Japan, CRS03-04)[6]
- Detalles de la operación: (1) Experimento de control de puntería solar, (2) Evaluación en órbita del diseño térmico, (3) Confirmación de la función del mecanismo de separación por satélite, (4) Adquisición de datos básicos de comunicación por satélite, (5) Carga del sistema de suministro de energía Evaluación de la degradación en órbita que acompaña al ciclo de descarga. Además, un operador general de radioaficionado conecta el distintivo de llamada de su estación con una combinación de señales DTMF, de modo que se instala la función de devolver el distintivo de llamada por CW, y se utiliza para la auto-capacitación y la investigación técnica de operadores de radioaficionados.[7]

## Antecedentes
- Se ha producido un breve período de "comida" desde el 31 de diciembre de 2006, y el tiempo de comida se ha alargado todos los días, y el CW se transmite de forma intermitente porque el equilibrio de potencia no coincide.
- Después del 23 de enero de 2007, la operación FM ya no es posible en el pase nocturno, y después del 5 de febrero, la operación FM no es posible en los pases matutino y vespertino. En el mismo pase de la mañana, se descubrió que la señal de telemetría CW borró el RTC (información de tiempo interno). La situación en la que CW se transmite de manera intermitente después del 15 de febrero. En el pase de la mañana del 1 y 7 de marzo del mismo año, se adquirió información RTC e información de temperatura / suministro de energía utilizando señales de telemetría CW. La altitud está disminuyendo gradualmente, y la altitud en ese momento es de 594 km para el punto lejano y 276 km para el punto cercano.[3]

## Información de telemetría de CW
- HIT-SAT transmite datos de telemetría satelital utilizando el código Morse CW.
- HIT-SAT transmite señales de telemetría CW para datos de telemetría de HIT1 a HIT5 cada 40 segundos.
- HIT1 código de llamada local (JR8YJT).
- HIT2 información de tiempo absoluto (x mes, x día, x hora, x segundo).
- Información de temperatura HIT3 ((1) superficie +X, (2) superficie -X, (3) superficie +Y, (4) superficie -Y, (5) superficie +Z, (6) superficie -Z, (7) radio temperatura, (8) temperatura de la batería).
- Información de energía HIT4 (nivel de batería primaria restante, nivel de batería secundaria).
- Servicio de radioaficionado HIT5 (TNX Callsign1, TNX CallSign2).[3]

## Personal
- Profesor Asociado Satori (en el momento del lanzamiento).
- Profesor asociado Ryuichi Mitsuhashi (Instituto de Tecnología de Hokkaido).
- Profesor Asistente Yasuo Ishimura.
- Toya Gosuke (Universidad de Hokkaido) y estudiante.
- Ingenieros de compañías locales como Uematsu Electric, Idoma, TF, BG participaron como voluntarios.